# 리스테리아증

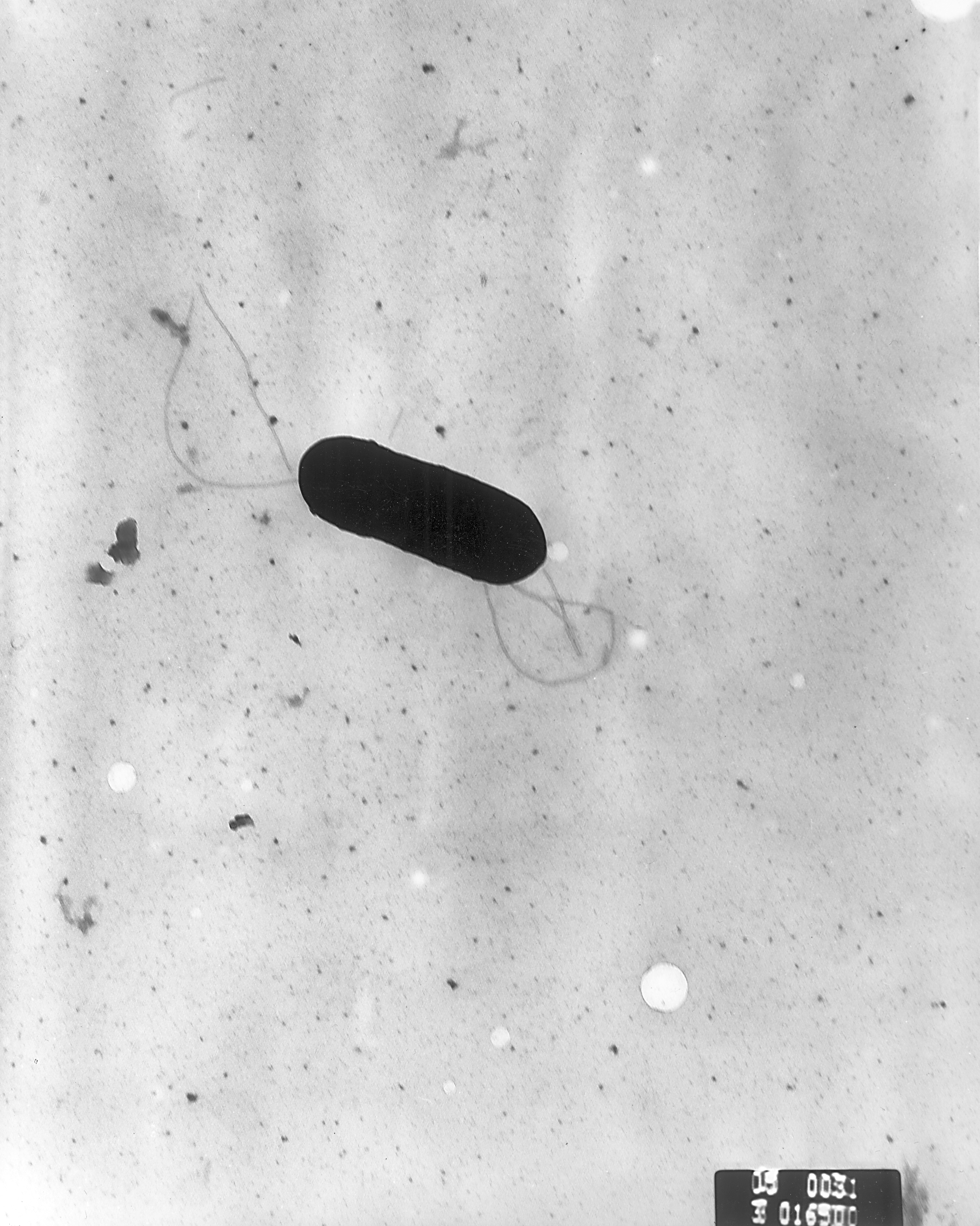

리스테리아증은 인수공통전염병 중 세균성의 대표적인 질병 중 하나로, 리스테리아 모노사이토 젠네시스(Listeria Monocytogeneses) 병원체로 인한 감염이 원인이다.
이 병원체는 주로 오염된 물에 서식하기 때문에 감염 통로는 오염된 물의 섭취이다.
리스테리아증은 면역력이 약한 사람일 경우, 뇌수막염에 이를 수 있는 위험이 있기 때문에 특별히 주의가 필요한 질병이다.
예방법으로는 식재료와 식기도구 모두 깨끗이 소독하는 것이고, 치료방법으로는 혈액검사를 통해 진단을 하고, 자연치유되거나 혹은 항생제를 투여받는다.